# Bidet elektroniczny

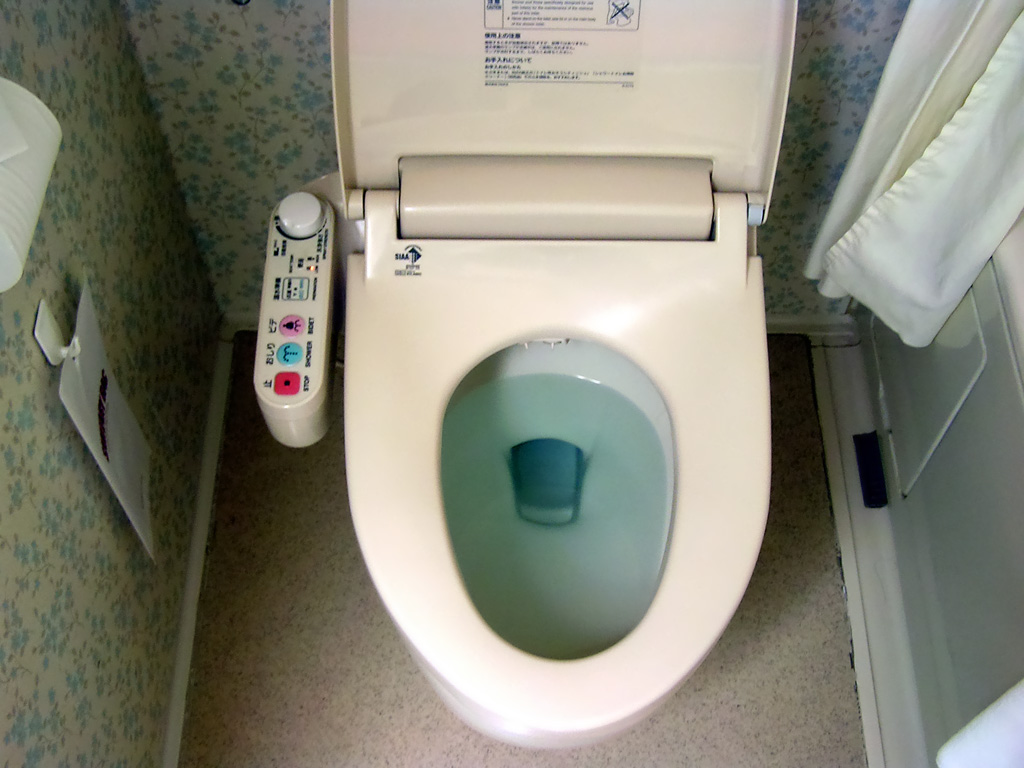
Bidet elektroniczny

Bidet elektroniczny – urządzenie do higieny intymnej podłączane do ujęcia wody i elektryczności, zastępujące deskę sedesową na muszli klozetowej. Stąd też inne nazwy dla takich bidetów: deska sedesowa z bidetem, deska bidetowa, WC z bidetem.

## Historia
Za prekursora bidetów elektronicznych uważać należy szwajcarskiego wynalazcę Hansa Maurera, który w 1957 r. zaprojektował produkt nazywany Closomat. Swój produkt tego typu zaprojektowała również przedsiębiorstwo Geberit i wprowadziło na rynek w 1978 r.
Prawdziwymi twórcami bidetu elektronicznego zostali jednak Japończycy. W 1980 r. z taśm produkcyjnych zeszły pierwsze sztuki tzw. Washletu. Natomiast w 1999 r. po raz pierwszy pojawiły się w Japonii urządzenia do higieny intymnej, które oferowały funkcje mycia i suszenia, obsługiwane za pomocą panelu elektronicznego z boku toalety. Bidet elektroniczny jest standardowym wyposażeniem toalety w Japonii, Korei i innych krajach Dalekiego Wschodu. 

## Funkcje
Podstawowymi funkcjami bidetów elektronicznych jest mycie i suszenie. Nowsze urządzenia oferują suszenie ciepłym powietrzem, podgrzewanie deski sedesowej, funkcję masażu, a także tryb oszczędności energii, dziecięcy, dezodoryzację powietrza (usuwanie przykrych zapachów), obsługę za pomocą pilota zdalnego sterowania czy nawet muzykę. W Japonii pojawiły się toalety, które dokonują dla użytkownika analizy składu moczu i stolca.